# Hoffmannia stephaniae
Hoffmannia stephaniae là một loài thực vật có hoa trong họ Thiến thảo. Loài này được L.A.González & Poveda mô tả khoa học đầu tiên năm 2004.